# Kathryn Bolkovac
Kathryn Bolkovac est une ancienne détective américaine de la police d'État du Nebraska. Elle a travaillé à l'ONU, dans la Police internationale, section Surveillance et Maintien de l'Ordre.

## Biographie
À l'origine embauchée par la compagnie privée américaine DynCorp dans le cadre d'un contrat dépendant de l'Organisation des Nations unies, elle leur intente un procès, en Grande-Bretagne, pour son licenciement abusif pour divulgation d'éléments confidentiels. Le 2 août 2002, le tribunal statuera en sa faveur.
DynCorp avait un contrat de 15 millions de dollars pour fournir des officiers de police et occuper des locaux bosniaques. Elle fait part dans ses rapports, de la consommation par plusieurs officiers de prostituées et leur participation avérée au trafic d'êtres humains. Beaucoup durent démissionner, soupçonnés d’activités illégales, mais aucun ne fut poursuivi, étant couverts par l'immunité diplomatique.
L'histoire de Kathryn Bolkovac est à l'origine du film, Seule contre tous (The Whistleblower), sorti en 2011. Elle a aussi coécrit avec Cari Lynn le livre The Whistleblower: Sex Trafficking, Military Contractors And One Woman's Fight For Justice sorti aussi en 2011. En 2013, elle participe au documentaire Putains de guerre.
Elle habite aux États-Unis, à Lincoln (Nebraska), et aux Pays-Bas, à Amsterdam.